# أني ألبيرز
أنّي ألبيرز (بالألمانية: Anni Albers) هي مصممة ألمانية وأمريكية، ولدت في 12 يونيو 1899 في برلين في ألمانيا، وتوفيت في 9 مايو 1994 في أورانج في الولايات المتحدة.

## وصلات خارجية
- أني ألبيرز على موقع الموسوعة البريطانية (الإنجليزية)